# Вейн (Іллінойс)
Вейн (англ. Wayne) — селище (англ. village) в США, в округах Дюпаж і Кейн штату Іллінойс. Населення — 2286 осіб (2020).

## Географія
Вейн розташований за координатами 41°56′50″ пн. ш. 88°15′12″ зх. д. / 41.94722° пн. ш. 88.25333° зх. д. (41.947255, -88.253231).  За даними Бюро перепису населення США в 2010 році селище мало площу 15,20 км², з яких 14,98 км² — суходіл та 0,23 км² — водойми.

## Демографія
Згідно з переписом 2010 року, у селищі мешкала 2431 особа в 843 домогосподарствах у складі 700 родин. Густота населення становила 160 осіб/км².  Було 886 помешкань (58/км²).
Расовий склад населення:
| - 93,9 % — білих - 3,4 % — азіатів - 0,9 % — чорних або афроамериканців - 0,2 % — вихідців з тихоокеанських островів - 0,1 % — корінних американців |

До двох чи більше рас належало 1,1 %. Частка іспаномовних становила 3,7 % від усіх жителів.
За віковим діапазоном населення розподілялося таким чином: 23,4 % — особи молодші 18 років, 63,8 % — особи у віці 18—64 років, 12,8 % — особи у віці 65 років та старші. Медіана віку мешканця становила 46,5 року. На 100 осіб жіночої статі у селищі припадало 97,3 чоловіків;  на 100 жінок у віці від 18 років та старших — 97,6 чоловіків також старших 18 років.
Середній дохід на одне домашнє господарство  становив 207 228 доларів США (медіана — 145 074), а середній дохід на одну сім'ю — 232 196 доларів (медіана — 165 938). Медіана доходів становила 102 500 доларів для чоловіків та 69 875 доларів для жінок. За межею бідності перебувало 1,9 % осіб, у тому числі 1,7 % дітей у віці до 18 років та 1,4 % осіб у віці 65 років та старших.
Цивільне працевлаштоване населення становило 1298 осіб. Основні галузі зайнятості: науковці, спеціалісти, менеджери — 17,2 %, освіта, охорона здоров'я та соціальна допомога — 16,1 %, виробництво — 14,6 %.